# آلبرتو مدا

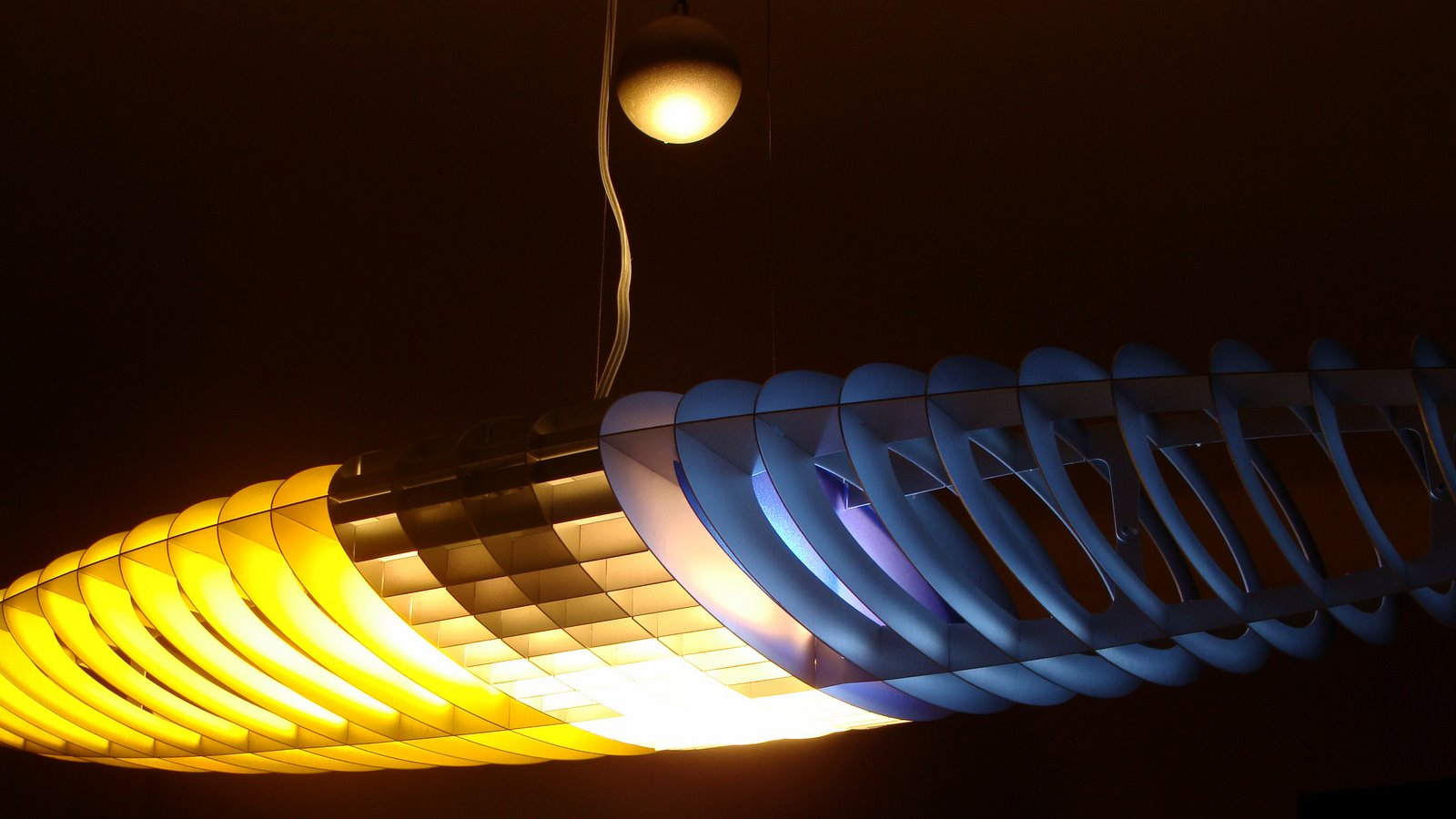
چراغ تیتانیا، آلبرتو مدا

آلبرتو مدا (به ایتالیایی: Alberto Meda)؛ (زادهٔ ۱ ژانویهٔ ۱۹۴۵ میلادی) یک مهندس متمرکز بر طراحی است، متولد ترمتزینا، در استان کومو، ایتالیا. او در سال ۱۹۶۹ میلادی با مدرک مهندسی مکانیک از دانشگاه پلی‌تکنیک میلان فارغ‌التحصیل شد. از سال ۱۹۷۳ میلادی او مدیر فنی کارتل بود، مسئول بخش توسعهٔ پروژه‌های مبلمان و تجهیزات آزمایشگاهی پلاستیک.
در سال ۱۹۷۹ میلادی او به عنوان یک طراح صنعتی مستقل برای شرکت‌های مختلف کار کرد: آلفا رومئو آوتو، آلیاس، آلسی، عربیا–فینلاند، چینلی، کولومبو دیزاین، برویتا گاجیا، ژیشه‌دوکو، ایده‌آل استاندارد، لوچه‌پلان، لوگران، ماندرینا داک، امرون جاپان، فیلیپس، اولیوتی، ویترا و غیره.
آلبرتو مدا از مهندسی وارد طراحی شد و علاوه بر دغدغه‌های رسمی، ذهنی عملگرا و توجه به جزئیات در مواد و فرایند تولید را به همراه آورد. این پس‌زمینهٔ علمی-کاربردی، امضاء قابل تشخیص مدا از سادگی ظریف را شکل داده‌است، طرح‌هایی که هم‌زمان از نظر فرم مدرن و هم از نظر احساسی ارگانیک هستند. این پیچیدگی فردی بود که توجه رولف فهلباوم، رئیس شرکت سازنده سوئیسی ویترا را به خود جلب کرد و حدود ۲۰ سال پیش به مهندس ایتالیایی سفارش داد تا یک صندلی طراحی کند؛ بنابراین، همکاری آن‌ها آغاز شد که تا به امروز ادامه دارد، و منجر به برخی از به یاد ماندنی‌ترین محصولات صندلی و از جمله مداپرو و جدیدترین طرح از سال ۲۰۰۵ میلادی، مداپال شد.

## نمایشگاه‌ها (منتخب)
«کرآتیویتالیا» (توکیو، ۱۹۹۰)؛ یک نمایش انفرادی در گالری طراحی ماتزویا گینزا (توکیو، ۱۹۹۰)؛ هجدهمین تری‌یناله، بخش «سبکی» از «باغ اشیاء» (میلان، ۱۹۹۲)؛ «تجارت مؤلف» (سیه‌نا، ۱۹۹۳)، «مواد جهش یافته در طراحی معاصر» در ام‌اُ‌ام‌ای (نیویورک، ۱۹۹۵)؛ «مدا-ریتزاتو» در گالری بینن (آمستردام، ۱۹۹۶)؛ طراح سال، نمایش انفرادی در نمایشگاه مبلمان (پاریس، ۱۹۹)؛ «ایتالیا و ژاپن: طراحی به عنوان یک سبک زندگی» (یوکوهاما، کوبه، ۲۰۰۱) طراحی و ذهن الاستیک در ام‌اُ‌ام‌ای (نیویورک، ۲۰۰۸)؛ تری‌یناله دی میلانو طراحی ایتالیایی فراتر از بحران – ۲۰۱۴ جوانان – فضای دوموس، (میلان، ۲۰۱۵)؛ باهاوس#تمام‌طراحی‌آن‌است. موزهٔ طراحی ویترا (۲۰۱۵).

## تدریس و تحقیق
از سال ۱۹۸۳ تا ۱۹۸۷ میلادی مدرس فن‌آوری صنعتی در آکادمی دوموس؛ سمینارها در سمپوزیوم طراحی بین‌المللی در فوکوئی، در کارگاه طراحی کوئست در اوساکا و در مرکز طراحی در توکیو؛ از سال ۱۹۹۵ میلادی مدرس در دانشگاه پلی‌تکنیک میلان «دورهٔ مدرک طراحی صنعتی» با یک آزمایشگاه طراحی؛ از سال ۱۹۹۵ تا ۱۹۹۷ میلادی عضو هیئت مدیره آزمایشگاه‌طراحی برمرهافن؛ از سال ۲۰۰۳ تا ۲۰۰۷ میلادی مدرس دانشگاه آی‌یوای‌وی در ونیز با کارگاه‌های طراحی؛ از سال ۲۰۱۶ میلادی عضو کمیتهٔ علمی بنیاد پلی‌تکنیک میلان؛ چندین سخنرانی و سمینار مانند شیکاگو، سنت لوئیس در دانشگاه واشینگتن، استکهلم، میامی، سن پائولو، تایپه، اولم، استانبول، تورنتو، مکزیک، هنگ کنگ، فلورانس، اسلو، استانبول، لوزان، سئول و شیکاگو.

## جوایز
۱۹۸۹ میلادی، «پرگار طلا» برای «چراغ لولا» (لوچه‌پلان)؛ ۱۹۹۴ میلادی، «پرگار طلا» برای چراغ‌های «متروپولی» (لوچه‌پلان)؛ ۲۰۰۸ میلادی، «پرگار طلا» برای «چراغ میکس» (لوچه‌پلان)؛ ۲۰۱۱ میلادی، «پرگار طلا» برای «میز ساج» (آلیاس)؛ ۲۰۱۶ میلادی، «پرگار طلا» برای «پنل آکوستیک فلپ» (کایمی بروتی)؛ ۲۰۱۸ میلادی، «پرگار طلا» برای «پرده-رادیاتور اوریگامی» (تیوبز)؛ ۲۰۰۵ میلادی، «طراح عالیرتبه سلطنتی برای صنعت» برای «لوندرا آراس‌ای»؛ ۲۰۰۷ میلادی، «جایزه:ایندکس» برای «بطری خورشیدی»؛ ۱۹۹۲ میلادی، «دیزاین پلاس» برای «چراغ تیتانیا» (لوچه‌پلان)؛ ۱۹۹۴ میلادی، «جایزه طراحی اروپا»، (لوچه‌پلان)؛ ۱۹۹۵ میلادی، «طراحی انجمن صنعتی» برای «چراغ‌های خانوادهٔ هانوفر یوان‌آی – ایکس»؛ ۱۹۹۶ میلادی، «طراحی انجمن صنعتی» برای «چراغ گیره‌ای هانوفر تیتانیا»؛ ۱۹۹۷ میلادی، «طراحی خوب، جایزهٔ طلا–ژاپن» برای «صندلی مِدا» (ویترا)؛ ۱۹۹۸ میلادی، «بررسی طراحی آی.دی. (بهترین رده)» برای «صندلی مِدا» (ویترا)؛ ۱۹۹۹ میلادی، «طراح سال» (نمایشگاه مبلمان پاریس)؛ ۲۰۰۰ میلادی، «جایزهٔ طراحی محصول فدرال» برای «صندلی مِدا» (ویترا)؛ ۲۰۰۱ میلادی، «جایزهٔ طراحی خوب شیکاگو» برای «پارچ آب آتنائوم» (عربیا)؛ ۲۰۰۲ میلادی، «جایزهٔ رد دات» برای «چاقوها» (ایتالادیزاین فینلاند)؛ ۲۰۰۶ میلادی، «دیزاین پلاس» و «نور آینده» برای «چراغ میکس» (لوچه‌پلان)؛ ۲۰۱۲ میلادی، «بهترین – دیزاین پلاس در هر اتووات» (لوچه‌پلان)؛ ۲۰۱۴ میلادی، «بهترین‌های نئوکان (ایالات متحدهٔ آمریکا) مدال جایزهٔ نقره‌ای» (کایمی بروتی)؛ ۲۰۱۵ میلادی، «مدال جایزهٔ طراحی آلمانی» (کایمی بروتی)؛ ۲۰۱۶ میلادی، مدال جوایز دیزاین‌یوروپا (ای‌یوآی‌پی‌اُ)» (کایمی بروتی)؛ ۲۰۱۶ میلادی، «جایزهٔ طراحی خوب شیکاگو» برای «اوریگامی آتنائوم» (تیوبز)؛ ۲۰۱۷ میلادی، «رد دات» برای «قاب ۵۲» (آلیاس)؛ ۲۰۱۸ میلادی، «رد دات، بهترینِ بهترین‌ها» برای «چراغ آلدین» (کارتل).
برخی از محصولات بخشی از مجموعهٔ دائمی موزهٔ هنرهای مدرن تویاما هستند و از سال ۱۹۹۴ میلادی موزهٔ هنر مدرن نیویورک در مجموعهٔ طراحی خود، صندلی «نور نور» (۱۹۸۷)، صندلی «نور نرم» (۱۹۸۹)، «قاب‌بلند» (۱۹۹۱) تولیدی آلیاس، و چراغ «روشن -خاموش» تولید لوچه‌پلان (۱۹۸۸) را گنجانده‌است.
آلبرتو مدا در میلان کار و زندگی می‌کند.